# Šibelli
Šibelli  (somálsky Wabiga Shabeelle) je řeka v Etiopii a Somálsku. Je přibližně 2000 km dlouhá.

## Průběh toku
Pramení na severozápadním okraji Somálské planiny v masívu Guramba. Protéká planinou a nedaleko od Mogadiša se stáčí na jihozápad. Teče rovnoběžně s pobřežím Indického oceánu. Na dolním toku ztrácí mnoho vody v důsledku zavlažování a odpařování. Většinou se ztrácí (vsakuje) v bažinách 40 km od pobřeží. V letech se zvláště vydatnými srážkami dotéká až do řeky Džuby.

## Vodní režim
Nejvyšší vodní stavy má v období dešťů od dubna do června a od září do listopadu. Průměrný průtok řeky ve stanici Beledweyne (Belet Uen) v letech 1951 až 1979 činil 68 m³/s.
Průměrné měsíční průtoky řeky ve stanici Beledweyne v letech 1951 až 1979:

## Využití
Využívá se na zavlažování.